# Kaliwerk Hildesia
Das ehemalige Kaliwerk Hildesia lag am Südrand des Hildesheimer Waldes in der Gemeinde Diekholzen im Landkreis Hildesheim (Niedersachsen). Nach der Einstellung der Kalisalzförderung wurde das Bergwerk noch rund 40 Jahre als Reservebergwerk offengehalten. Ende der 1990er Jahre wurde das Grubengebäude mit Rückstandslaugen des Kalibergbaus aus dem Werragebiet geflutet.

## Geologie

### Die Entstehung des Salzstocks im Hildesheimer Wald
Der Salzstock des Hildesheimer Walds ist eine von etwa 200 bekannten Lagerstätten dieser Art (Steile Lagerung) in Norddeutschland. Die Salzschichten, aus denen dieser entstand, bildeten sich zur Zeit des Zechsteins vor rund 260 Millionen Jahren, als Meerwasser in einem flachen Becken verdunstete. Später wurden die Salzschichten durch weitere Ablagerungen überdeckt und liegen heute in einer Teufe von circa 3000 m. Von einer Schwächezone des Grundgebirges aus haben die Salze die Hangendschichten des Buntsandsteins durchstoßen (→ Halokinese). Das Salz im oberen Teil des Salzstockes wurde durch das Grundwasser gelöst und fortgeschwemmt. Zurück blieben schwerlöslicher Anhydrit und Ton. Diese bildeten den sogenannten Gipshut über der eigentlichen Salzlagerstätte.

### Geographische Lage und Ausdehnung
Der Salzspiegel des Salzstockes im Hildesheimer Wald, also die obere Begrenzung, liegt in einer Teufe von rund 180 Metern. Der Salzstock erstreckt sich unter dem gleichnamigen Höhenzug in einem Gebiet westlich von Diekholzen bis östlich von Bad Salzdetfurth.

### Mineralogie
Die Masse des Salzstocks besteht aus Steinsalz. In Teufen zwischen 360 und 923 Metern befinden sich Carnallit-,Sylvinit- und Hartsalzlager von maximal 25 Metern Mächtigkeit und 19 bis 96 % Kaliumchlorid.

## Geschichte und Technik

### Aufschlussgeschichte
Der späteren Gewerkschaft Hildesia ging die Kalibohrgesellschaft Eschershall voraus. Diese besaß im damaligen Kreis Marienburg in der Umgebung des Hildesheimer Waldes Berechtsame von insgesamt 22 km². An die Grubenfelder von Eschershall markscheideten die Gewerkschaften Schierenberg, Mathildenhall und die Kalibohrgesellschaften Neue Hoffnung und Groß Düngen.
Ab 1894 wurden zur Erkundung der Lagerstätte insgesamt fünf Tiefbohrungen niedergebracht. Dabei konnten in Teufen zwischen 360 und 923 Metern maximal drei Carnallit- und Sylvinitlager mit Mächtigkeiten von drei bis vier Metern erbohrt werden.
Die Kalibohrgesellschaft wurde 1897 in die Gewerkschaft Hildesia umgewandelt. An der Spitze des Unternehmens standen der Bankkaufmann Selly Meyerstein aus Hannover und der Architekt Franz Stommel. Geldgeber war das Hannoveraner Bankhaus Max Meyerstein, das auch die Alkaliwerke Ronnenberg AG finanzierte. Die Alkaliwerke Ronnenberg nutzten 1898 die schwache finanzielle Basis der Gewerkschaft Hildesia für eine Übernahme der Kuxenmehrheit aus.

### Schachtanlage Hildesia

#### Der Schachtbau
Das Abteufen des Schachtes Hildesia begann am 27. Oktober 1897. Der Ansatzpunkt war so ausgewählt worden, dass beim Abteufen bereits Sylvin gefördert und verkauft werden konnte. Das Zechengelände nördlich von Diekholzen wurde durch eine 1898 vollendete normalspurige Bahnstrecke, der Kleinbahn Marienburg (Han)–Hildesia erschlossen. Die Schachtbauarbeiten in konventioneller Bohr- und Schießarbeit gingen zunächst gut voran. 1898 waren bereits 187 Meter Teufe fertiggestellt und bis 171 Meter Tübbings eingebaut, als sich ein starker Laugenzufluss von 18 m³/min ereignete. Dieser konnte mit allen verfügbaren Pumpen nicht bewältigt werden, so dass der Schacht bis 70 Meter unter die Rasenhängebank voll lief.
Infolge der Ereignisse wurde ein Weiterbau des Schachtes nach dem Kind-Chaudron-Schachtbohrverfahren beschlossen. Die Arbeiten wurden am 11. Dezember 1899 durch die Düsseldorfer Firma Haniel & Lueg aufgenommen. Es wurde abwechselnd mit einem Vorbohrer mit 2,5 Meter und einem Hauptbohrer von 4,1 Meter Durchmesser gebohrt. Im Gipshut blieben die bis zu 20 Tonnen schweren Bohrköpfe häufig stecken und es kam zu wiederholten Brüchen des hölzernen Bohrgestänges. Manchmal dauerte es zwei Wochen, bis der Bohrer wieder geborgen war. Die Bohrarbeiten wurden am 24. März 1904 in 349 Meter Teufe beendet und am 8. April der Zusammenbau sowie das Einschwimmen der Küvelage begonnen. Der Ringraum zwischen Küvelage und Schachtstoß wurde mittels herablassbarer Löffel mit insgesamt 1140 Tonnen Zement verfüllt. Trotz einer Abbindezeit von fünf Wochen kam es unmittelbar nach dem Sümpfen der Schachtröhre am 7. September 1904 zu einem erneuten Laugeneinbruch von 5 m³/min. Zur weiteren Abdichtung musste der untere Teil der Küvelage auf 40 Schachtmetern 52-mal durchbohrt und der Schachtstoß mit Zementschlamm verspült werden. Bei diesen Arbeiten, die vom 3. Januar bis 28. März 1905 dauerten, wurden weitere 560 Tonnen Zement verbraucht. Es gelang abermals keine vollständige Abdichtung. In der Jahresmitte 1905 musste über weitere 165 Bohrlöcher Zementschlamm gedrückt werden, diesmal mit einer hydraulischen Presse. Am 18. November 1905 war der Schacht zunächst trocken und die Moosbüchse (=Küvelageboden) konnte ausgebaut werden. Anschließend wurde der Schacht ab dem 5. Dezember 1905 weitergeteuft. Unterhalb der Küvelage wurden zwischen 349 und 403 Metern Teufe zur Absicherung noch Tübbings eingebaut, darunter wurde die Schachtröhre bis 651 Meter ausgemauert. Bei 588 Metern wurde das erbohrte Sylvinlager mit 87 % Kaliumchlorid angetroffen. Im April 1907 hatte der Schacht Hildesia seine vorläufige Endteufe von 738 Metern erreicht und bei 720 Meter wurden das erste Füllort und die erste Sohle aufgefahren.
Am 9. Januar 1908 traten bei 420 Meter Teufe abermals Laugenzuflüsse auf. Das Mauerwerk musste daher bis 487 Meter herausgenommen und durch weitere Tübbings ersetzt werden. Diese Arbeiten dauerten bis zum 4. Oktober 1909. Der Tübbing an der Zulaufstelle wurde mit einer Erfassungsbohrung ausgestattet. Aus dieser traten anfänglich noch fast 8 Liter Lauge in der Minute aus. Der Zufluss wurde aber bald deutlich geringer und es waren zunächst keine weiteren Arbeiten erforderlich.
Auf der 720-m-Sohle wurden zwei Blindschächte niedergebracht. Dabei wurde bei 843 Meter Teufe ein 8 Meter mächtiges Hartsalzlager aufgeschlossen. Daher entschloss man sich 1912, den Hauptschacht auf 914 Meter zu vertiefen und bei 894 Meter eine weitere Fördersohle zur Vorrichtung des Hartsalzlagers einzurichten.

#### Der Betrieb des Kaliwerkes zwischen 1908 und 1930
Parallel zu den untertägigen Arbeiten wurden über Tage die notwendigen Betriebsgebäude errichtet. Der größte Teil war bereits 1907 fertiggestellt. Es bestanden eine Schachthalle mit Fördergerüst, Fördermaschinenhaus, ein Kraftwerk mit Kesselhaus, eine Verladestation mit Salzschuppen und ein Verwaltungsgebäude. In der Umgebung der Schachtanlage wurden Wohnhäuser für die Bergleute gebaut.
Die ersten Kalisalze wurden 1908 gefördert und damit erfolgte der Eintritt in das Deutsche Kalisyndikat. Da erhebliche Widerstände gegen den Bau einer eigenen Chlorkaliumfabrik bestanden, wurde das Rohsalz zunächst in den Fabriken der Gewerkschaft Riedel und der Alkaliwerke Ronnenberg verarbeitet. Strittig war die Einleitung der Endlaugen in die Innerste, neben der Landwirtschaft und der Fischerei sahen auch die benachbarten Kaliwerke ihre Interessen gefährdet.
1913 wurde eine Verbindungsstrecke zur benachbarten Schachtanlage Mathildenhall begonnen, um für das Bergwerk einen zweiten fahrbaren Ausgang nach über Tage zu schaffen, wie ihn das Berggesetz vorschrieb. Bei Streckenmeter 610 wurde dabei ein 18 Meter mächtiges Carnallitlager angefahren. Der KCl-Gehalt betrug maximal 25,3 %.
Die Bergwerke der Ronnenberg-Gruppe überstanden ohne größere Probleme die wirtschaftlichen Schwierigkeiten während des Ersten Weltkriegs. Noch im Jahr 1917 wurden durch eine Kapitalerhöhung von vier Millionen Mark die restlichen Kuxen der Gewerkschaften Hildesia, Riedel und Deutschland erworben. Nach dem Ende des Krieges brach der Absatz des Kaliwerks Hildesia bei gleichzeitigen Materialengpässen ein. Die Förderung wurde zurückgefahren und 1923 schließlich nur noch Untersuchungsarbeiten durchgeführt. Nach der Fusion der AG Deutsche Kaliwerke mit der Gewerkschaft Glückauf-Sondershausen und den Alkaliwerken Ronnenberg AG wurde die Gewerkschaft Hildesia 1927 durch die Wintershall AG übernommen. Am 30. Juni 1927 wurde auf der Gewerkenversammlung die Liquidation der Gewerkschaft beschlossen. Der Restbetrieb blieb noch bis 1930 aufrecht, anschließend wurden die stillgelegten Bergwerksanlagen als Reserveanlage offengehalten.

#### Militärische Nutzung und kurzzeitige Wiederinbetriebnahme 1937 bis 1959
Die Schachtanlage Hildesia wurde 1937 zusammen mit dem Schacht Mathildenhall an die deutsche Wehrmacht übergeben, die in den untertägigen Grubenbauen eine Heeresmunitionsanstalt einrichtete. Die Anlage wurde offiziell Heeres-Munitionsanstalt Diekholzen genannt. Für die militärische Nutzung wurden weitere Gebäude errichtet, vor allem Unterkünfte. Die Kleinbahn Marienburg (Han)–Hildesia wurde wieder in Betrieb genommen.
Am Ende des Zweiten Weltkrieges wurde das Kaliwerk am 7. April 1945 durch einmarschierende amerikanische Truppen eingenommen und besetzt. Am 13. Januar 1948 wurde es schließlich an die Wintershall AG zurückgegeben.
Die Laugenzuflüsse in die Schachtröhre stiegen seit 1945 wieder stark an und setzten die 894-m-Sohle unter Wasser. Im Zusammenhang mit der geplanten Wiederinbetriebnahme mussten 50 m Mauerwerk unterhalb des letzten Keilkranzes ausgetauscht und die Küvelage zwischen 320 und 487 Meter neu mit Zement hinterfüllt werden. Damit wurden die Abdichtungsarbeiten für die weitere Zukunft erfolgreich beendet.
Im September 1950 wurde die Förderung von Kalisalzen von der 720-m-Sohle wieder aufgenommen. Während in den ersten Nachkriegsjahren 25 Mann die wichtigsten Instandhaltungsarbeiten durchführten, waren 1955 bereits 400 Bergleute beschäftigt. Zur Aufbereitung der Kalirohsalze wurde eine Flotationsanlage errichtet. Die übrigen Werksanlagen wurden überholt und das Fördergerüst durch einen Neubau ersetzt. Produziert wurden ausschließlich Kainit-Düngesalze mit einem K2O-Gehalt von 10 bis 15 %, um eine erhöhte Nachfrage abzudecken.
Schon bald stellte sich heraus, dass das kleine Werk Hildesia-Mathildenhall gegenüber den anderen, leistungsstärkeren Kaliwerken in Westdeutschland nicht konkurrenzfähig sein würde und die Förderung wurde 1959 wieder eingestellt. Die Schächte blieben weiterhin als Reserve offen. Bis 1973 wurden die Anlagen vom Schwesterwerk Bergmannssegen-Hugo in Lehrte aus betreut. Nachdem das Vermögen in die 1970 gegründete Kali + Salz AG mit Sitz in Kassel eingebracht wurde, diente das Grubengebäude als potentielle Erweiterung für das benachbarte, aus demselben Salzstock fördernde Kaliwerk Salzdetfurth. Zu einer Wiederaufnahme des Abbaus im Feld Hildesia-Mathildenhall kam es bis zur Stilllegung des Kaliwerks Salzdetfurth im Jahr 1992 aber nicht mehr.

### Schachtanlage Mathildenhall
Die Berechtsame der am 7. Februar 1911 gegründeten Gewerkschaft Mathildenhall entstand durch die Abtrennung von 11,14 km² überwiegend in Forstgebieten gelegenen Felderteilen der Gewerkschaft Hildesia in Diekholzen. Diese wurden mit den 8,63 km² der Bergbaugesellschaft Mathildenhall zusammengelegt, die ebenfalls mehrheitlich den Alkaliwerken Ronnenberg gehörte. Geleitet wurde die Gewerkschaft von bekannten Funktionären der Alkaliwerke Ronnenberg, den Bankiersbrüder Selly und Siegmund Meyerstein, sowie dem Bergassessor Paul Behrendt.
Zur Erkundung der Lagerstätte in diesem Bereich und zur Wahl des Schachtansatzpunktes wurden drei Tiefbohrungen niedergebracht. Im Frühjahr 1912 begannen die Vorbereitungen für das Abteufen des Schachtes Mathildenhall durch die Tiefbau- und Kälteindustrie Nordhausen (→Schachtbau Nordhausen). Dieses Subunternehmen sollte den Schacht vertragsgemäß bis 175 Meter Teufe nach dem Gefrierverfahren durch das wasserführende Gebirge bringen. Zur Erschließung des Schachtbaugrundstückes, das mitten im Hildesheimer Wald lag, wurde eine elektrische Schmalspurbahn (Spurweite 600 mm) von 3,9 km Länge von der Schachtanlage Hildesia aus gebaut. Diese verfügte über einen Normalspuranschluss. Auf dem Zechenplatz entstanden ein Fördermaschinenhaus, Kaue, Werkstätten und weitere notwendige Betriebsgebäude.
Nachdem das Gebirge gefroren war, begannen am 2. Juni 1913 die eigentlichen Teufarbeiten. Am 23. Dezember des gleichen Jahres hatte der Schacht fast 175 Meter Teufe erreicht, als starke Wasserzuflüsse das Zementieren der Schachtsohle erforderten. Bis 225 Meter Teufe wurden beim anschließenden Weiterteufen Tübbings eingebaut. Der Ausbruch des Ersten Weltkriegs setzte den Arbeiten bei knapp 250 Meter Teufe ein vorläufiges Ende.
Als das Schachtabteufen im September 1921 wieder aufgenommen wurde, stand die Schachtröhre bis 17 Meter unter der Rasenhängebank unter Wasser. Da sich der deutsche Kalibergbau zu Beginn der 1920er Jahre in einer Krise befand, wurde der Weiterbau der Schachtanlage nur zögerlich vorangetrieben. Über den Fusionsprozess der Alkaliwerke Ronnenberg, der Gewerkschaft Glückauf-Sondershausen und der AG Deutsche Kaliwerke in den Jahren 1924 bis 1927 gelangten auch die Kuxen der Gewerkschaft Mathildenhall ausnahmslos in Besitz der Wintershall AG. Diese forcierte den Schachtbau wieder, da der Schacht als zweiter fahrbarer Ausgang des Kaliwerks Hildesia dienen sollte. Durch Einsatz des Zementierverfahrens wurde der wasserführende Buntsandstein durchteuft. Der Schachtausbau bestand ab 225 bis 250 Meter Teufe aus Ziegelmauerwerk, von 250 bis 370 Meter aus Beton und zwischen 370 und 426 Meter Teufe wurden wieder Tübbings eingebaut, die im stillgelegten Kaliwerk Thiederhall geraubt wurden. 1925 wurde beim Teufen bei rund 800 Meter ein Hartsalz- und Carnallitlager aufgeschlossen. Der Schacht wurde 1926 mit 990 Metern Endteufe fertiggestellt. Als Fördersohlen wurde die 849- und 965-m-Sohle eingerichtet. Dort stand das Hartsalzvorkommen mit 10 bis 25 Meter Mächtigkeit an. Nachdem die bereits 1913 begonnene Verbindung zum Schacht Hildesia vollendet war, erfolgte die offizielle Betriebseinstellung als selbständiges Kaliwerk. Die zugesprochene Beteiligungsziffer von 40 % der durchschnittlichen Beteiligung der Kaliwerke am Deutschen Kalisyndikat wurde auf andere Bergwerke überschrieben. Der Schacht Mathildenhall diente in den folgenden Jahren ausschließlich als Wetterschacht für das Kaliwerk Hildesia. Er teilte dessen Schicksal, wie die vorläufige Stilllegung 1930 und die militärische Nutzung von 1937 bis 1945. Von 1950 bis 1959 wieder als Wetterschacht in Betrieb, wurden die Pläne als Reserve für das Kaliwerk Salzdetfurth mit dessen Stilllegung 1992 aufgegeben.

### Nach der Stilllegung
Nach der Betriebseinstellung des Kaliwerks Bad Salzdetfurth wurden auch die Schachtanlagen des Reservebergwerks Hildesia nicht mehr benötigt. 1997 wurde der Schacht Mathildenhall verfüllt und die Tagesanlagen vollständig abgebrochen. Das Grubengebäude sollte durch Flutung (→hydraulischer Versatz) mit Rückstandslaugen aus der Fabrik des aktiven Kaliwerks Werra verwahrt werden. Hierzu wurde der Eisenbahnanschluss des Kaliwerks Hildesia wieder hergerichtet. Zwischen 1998 und 2003 rollten wöchentlich drei Züge mit 20 laugengefüllten Kesselwagen zur Schachtanlage Hildesia, um die Rückstände in den Schacht und die Strecken einzuleiten. Im September 2003 war die Flutung abgeschlossen und sämtliche übertägigen Einrichtungen wurden zurückgebaut. Am 17. November 2004 wurde das Wahrzeichen des Diekholzener Kalibergbaus, das Fördergerüst des Schachtes Hildesia, durch eine Sprengung niedergelegt.

## Heutiger Zustand (2011)
Die Tagesanlagen der Schachtanlage Hildesia befanden sich nördlich von Diekholzen am Südrand des Hildesheimer Waldes. Das längliche Zechengelände erstreckt sich entlang der Straßen Bahnberg und Hildesiaweg. Heute steht nur noch ein Teil der alten Gebäude.
Das Verwaltungsgebäude und einige Nebengebäude sind noch gut erhalten. Der mitten im Hildesheimer Wald gelegene Schacht Mathildenhall ist vollständig verschwunden, das ehemalige Zechengelände überwachsen.

## Einzelbelege
1. ↑  Klaus Peter Breidung: Verwahrung von Kali- und Steinsalzbergwerken einschließlich langzeitsicherer Schachtabdichtungen. In: Kali und Steinsalz. Nr. 2, 2002, S. 28 (vks-kalisalz.de [PDF]).
2. ↑  Lars Baumgarten: 4.9 Hildesia. In: Die Kali- und Steinsalzschächte Deutschlands..
3. ↑  Die Heeresmunitionsanstalt (Bergwerk) Diekholzen, auf www.relikte.com
4. ↑  Detlev Herbst: Die Nutzung stillgelegter Kalibergwerke als Munitionsanstalten. Abgerufen am 8. Juni 2020., auf der Internetseite des Heimatvereins Volpriehausen
5. ↑  Abriß Fördergerüst Hildesia, Diekholzen. Grubenarchäologische Gesellschaft.